# Consejo de Diálogo Nacional Iraquí
El Consejo de Diálogo Nacional Iraquí es un partido político iraquí que defiende los intereses de la comunidad árabe suní de Irak.
El Consejo de Diálogo Nacional Iraquí fue creado originalmente como una Coalición política formada por diez pequeños partidos políticos suníes iraquíes, para participar en el proceso de redacción de la nueva Constitución del país en el año 2005. Finalmente éstos pequeños partidos decidieron unificarse o fundirse en un solo partido, que conservó el nombre oficial de Consejo de Diálogo Nacional Iraquí.
El partido fue fundado por Saleh Al Mutlaq y Khalaf al Ulayyan, pero en los meses previos a las elecciones del 15 de diciembre del 2005 Al Mutlaq se separó del partido y fundó otro. Entonces Khalaf al Ulayyan quedó como el líder máximo del Consejo de Diálogo Nacional.
El Consejo de Diálogo Nacional Iraquí se asoció al Partido Islámico Iraquí (el más grande de la comunidad suní iraquí) y a otros partidos suníes para formar una Coalición electoral, llamada Frente del Acuerdo Iraquí, que presentó una lista única de candidatos a diputados en las mencionadas elecciones del 15 de diciembre de 2005.
Después de esas elecciones el Consejo de Diálogo Nacional y sus socios de coalición fueron invitados a formar parte del gobierno de unidad nacional del Primer ministro Nuri al Maliki; en consecuencia, el líder del partido, Khalaf al Ulayyan, fue nombrado vice primer ministro en el gobierno de Maliki.
A pesar de ello el partido ha sido muy crítico con Maliki y su gobierno, acusándolo de crímenes contra la minoría suní. Khalaf al Ulayyan llegó a calificar de gran crimen la ejecución de la Pena de muerte de Saddam Hussein.
El 1 de agosto del 2007 el Consejo de Diálogo Nacional Iraquí y sus socios anunciaron su retirada definitiva del Gobierno de Maliki como protesta por su falta de atención a las demandas de la comunidad suní iraquí.
- Datos: Q6068057